# كيتي
كيتي (باليونانية: Καίτη Βουτσάκη)؛ (فبراير 1930 -)، راقصة شرقية يونانية عملت في مصر، وفي أواخر الخمسينيات إختفت عن الأضواء لأسباب غامضة رجّحها البعض لتورطها في شبكات جاسوسية بينما نفى آخرون ذلك، ذكر  العميل المصري رفعت الجمال (الشهير برأفت الهجان) في مذكراته أنه كانت تربطه علاقة مع راقصة تدعى كيتي. في عام 1965 عادت لبلدها اليونان ومثّلت هناك ببعض الأعمال حتى توقفت نهائيا في عام 1980.

## عن حياتها
ظهرت في العديد من أفلام الأبيض والأسود. أشهرها كانت أفلامها مع إسماعيل ياسين. وهي مولودة في الإسكندرية،
تزوجت لفترة من المخرج حسن الصيفي، انقطعت عن العمل في منتصف الستينيات لأسباب غامضة ولكنها ظلت في مصر وبالتحديد في حي شبرا في القاهرة.
على قاعة المسرح الوطني، منح صندوق المعونة المتبادلة التابع لجمعية الممثلين اليونانيين في 14 يناير 2020 كايتي فوتساكي دبلوم فخرية لعملها ووجودها ولتعزيزها لليونان في الساحة الدولية.

## أفلامها
- العقل والمال (1965)
- قلب في الظلام (1960)
- هل أقتل زوجي (1958)
- أبو عيون جريئة (1958)
- إسماعيل يس في مستشفى المجانين (1958)
- وكر الملذات (1957)
- إسماعيل يس في متحف الشمع (1956)
- الأرملة الطروب (1956)
- الظلم حرام (1954)
- بنت الجيران (1954)
- بنت البلد (1954)
- خليك مع الله (1954)
- العاشق المحروم (1954)
- عفريتة إسماعيل يس (1954)
- مجلس الإدارة (1953)
- لسانك حصانك (1953)
- ابن ذوات (1953)
- عبيد المال (1953)
- اشهدوا يا ناس (1953)
- قلبي على ولدي (1953)
- بيت الطاعة (1953)
- ابن الحارة (1953)
- من أين لك هذا (1952)
- كأس العذاب (1952)
- مسمار جحا (1952)
- آمنت بالله (1952)
- قدم الخير (1952)
- إديني عقلك (1952)
- شم النسيم (1952)
- ناهد (1952)
- حياتي أنت (1952)
- شباك حبيبي (1951)
- نهاية قصة (1951)
- آدم وحواء (1951)
- الصبر جميل (1951)
- جزيرة الأحلام (1951)
- في الهوا سوا (1951)
- ليلة الحنة (1951)
- أنا الماضي (1950)
- معركة الحياة (1950)
- عيني بترف (1950)
- جواهر (1949)
- المصري أفندي (1949)
- المرأة (1949)

## وصلات خارجية
- كيتي على موقع IMDb (الإنجليزية)
- كيتي على موقع الدهليز
- كيتي على موقع قاعدة بيانات الأفلام العربية